# E.C. Bentley

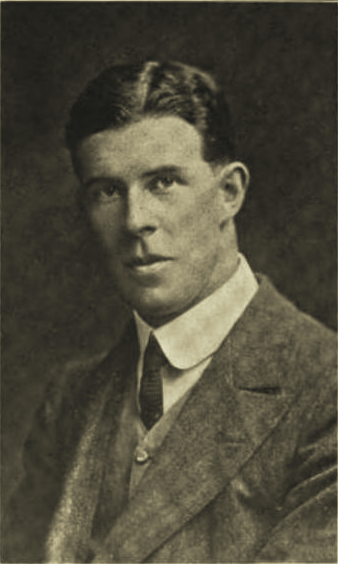
Porträtt på Clerihew Bentley från omkring 1913

Edmund Clerihew Bentley, känd som E. C. Bentley, född 10 juli 1875 i London, död 30 mars 1956 i London, var en brittisk skribent, känd för sina detektivromaner och för att ha uppfunnit versmåttet clerihew, en humoristisk diktform med biografiskt innehåll.

## Biografi
Edmund Clerihew Bentley föddes i London och gick i St Paul's School i London och därefter Merton College i Oxford. Han arbetade sedan som journalist på flera tidningar, däribland Daily Telegraph. Hans första publicerade diktsamling, Biography for Beginners (1905), gjorde versmåttet clerihew populärt. Den följdes av två till, en 1929 och en 1939. 
Bentley var far till tecknaren Nicholas Bentley som bland annat illustrerade Det blåser på månen.

## Detektivförfattaren Bentley
Bentleys detektivroman, Trents sista fall (1913), skriven i humoristisk protest mot Sir Arthur Conan Doyles övermänskliga Sherlock Holmes, fick många beundrare, bland dem Dorothy L. Sayers. Med sin labyrintlika intrig anses den ibland vara den första moderna kriminalhistorien. Den tillägnades G.K. Chesterton, skaparen av till exempel Fader Brown.
Det dröjde 23 år innan Bentley följde upp den med en ytterligare roman om journalisten Philip Trent, då skriven ihop med H. Warner Allen. Därefter dröjde det två år till innan Bentley samlade ihop tolv noveller om Trent, varav de flesta handlar om alibin eller försvinnanden.
Från 1936 till 1949 var Bentley ordförande i the Detection Club. Han var en av de som var med från det att the Detection Club grundades 1928.

## Kuriosa
- Den första svenska versionen av Trent's Last Case kom redan 1914 under titeln Trents sista detektivbragd.[2]
- H. Warner Allen, som samarbetade med Bentley för Trent blir utmanad, skrev flera berättelser om vinexpterten William Clerihew, döpt efter E.C. Bentley.